# Дальневосточный комсомолец (монитор)
«Дальневосто́чный комсомо́лец» — монитор российского и советского флота, относящийся к типу «Шквал»; один из восьми мониторов этого типа.

## История корабля
Корабль был заложен 14 июля 1907 года на Балтийском заводе Санкт-Петербурга как бронированная речная канонерская лодка под именем «Вихрь». Корабль был частями перевезён на Дальний Восток, где был собран и 29 июля 1909 года в посёлке Кокуй на реке Шилка спущен на воду.
Корабль вступил в строй 20 августа 1910 года и вошёл в состав Амурской речной флотилии. Тогда его вооружение состояло из: 2 152 мм орудия в одноорудийных башенных установках, 4 120 мм орудия в двухорудийных башенных установках, 4 пулемёта.
21 декабря 1921 года в Осиповском затоне корабль был подорван личным составом из-за опасения захвата интервентами. 15 октября 1923 года «Вихрь» был переименован в «Амур», а в 1928 году переоборудован в несамоходную плавучую базу гидроавиации и в этом качестве вошёл в состав Амурской военной флотилии. На Амур базировалось 4 гидросамолёта МР-1, он был вооружён 40 мм автоматической пушкой «Виккерс», экипаж 99 человек (без авиационных специалистов).
В 1933—1934 годах был проведён капитально-восстановительный ремонт, после которого 24 июля 1934 года корабль вошёл в состав Амурской военной флотилии в качестве монитора под названием «Дальневосточный комсомолец». На корабле установлены 4 орудия калибра 130 мм.
С 1937 года командиром корабля был Николай Сергеев.
В 1938—1939 годах снова был проведён капитальный ремонт с модернизацией.
Начало Советско-японской войны монитор встретил в составе 2-й бригады речных кораблей в Нижне-Спасской протоке. «Дальневосточный комсомолец» принимал участие в захвате населённых пунктов Фуюань (см. Фуюаньский десант) и Гайцзу, после чего присоединился к кораблям 1-й бригады и участвовал в боях на реке Сунгари.

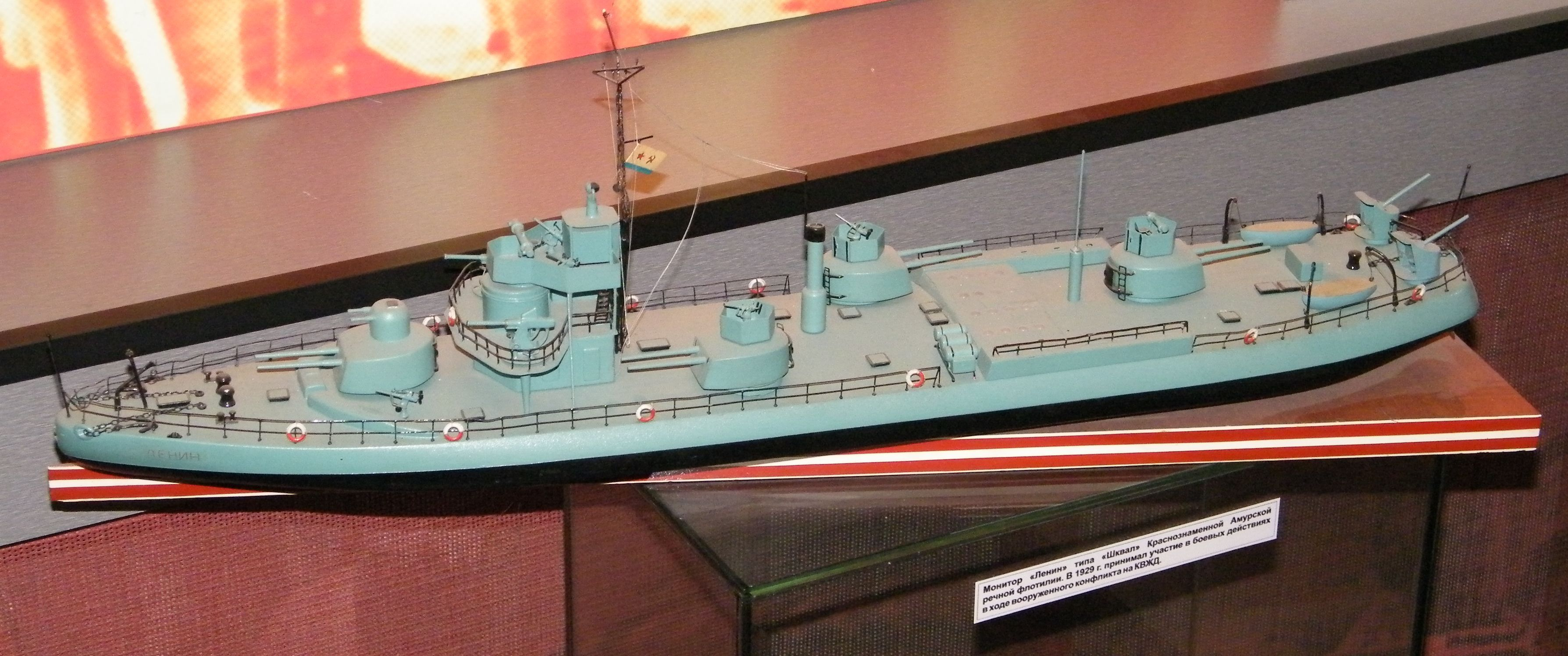
Модель монитора «Ленин» того же типа, что и «Дальневосточный комсомолец»